# ティンダバナ

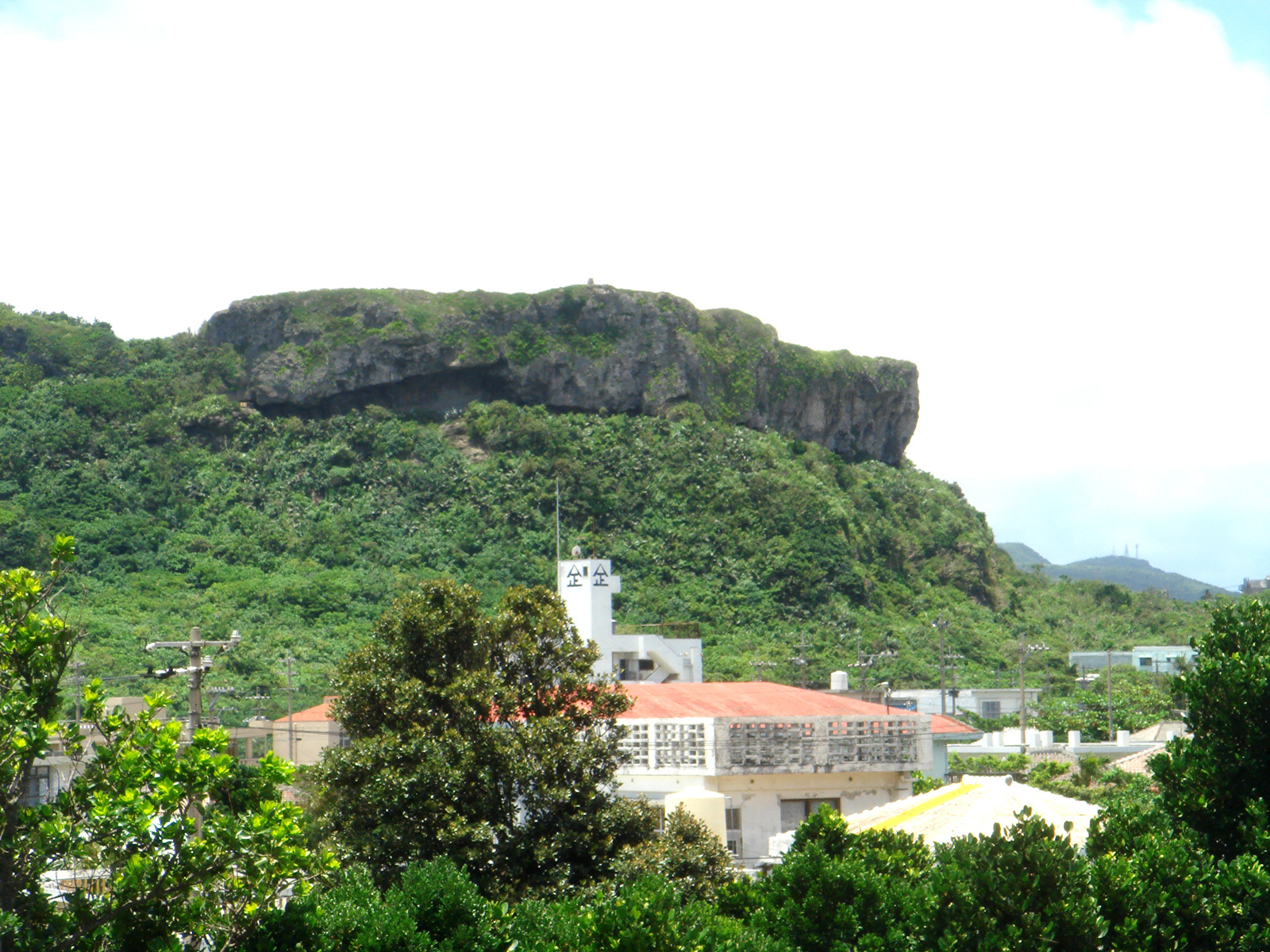
ティンダバナ

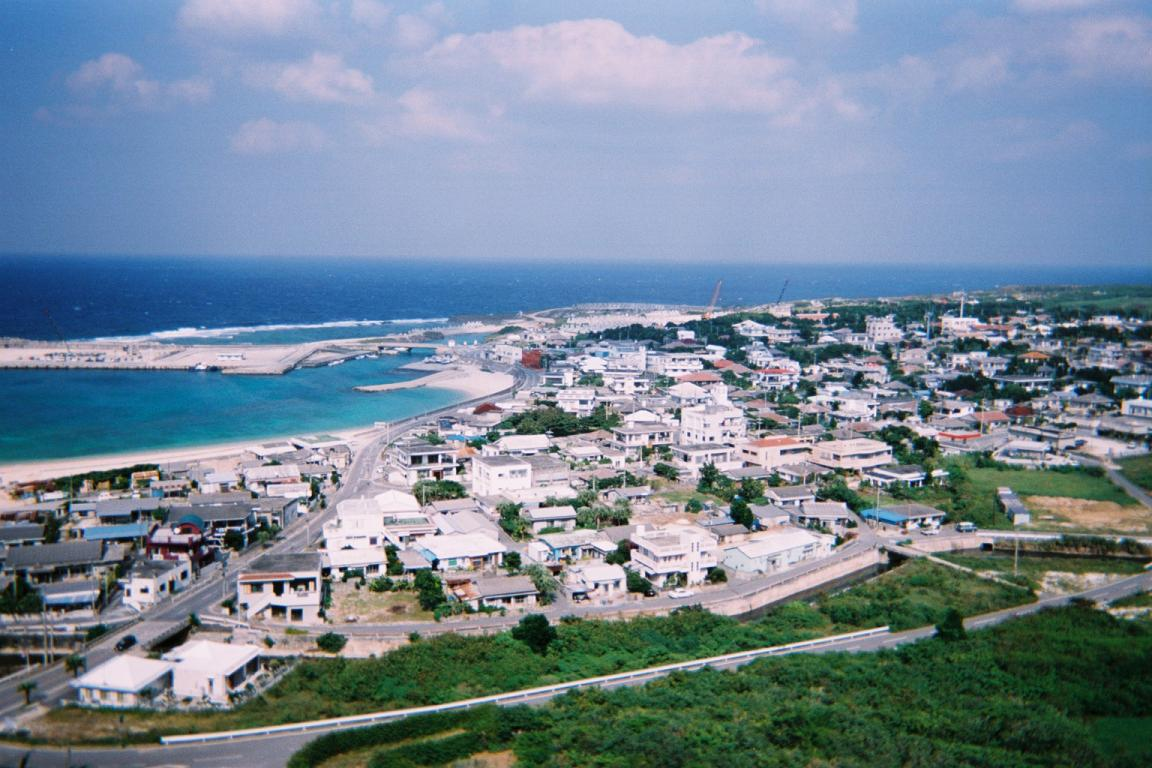
ティンダバナからの祖納地区の眺望

ティンダバナは、沖縄県八重山郡与那国町の与那国島中部にある断層崖の交叉によって形成された地形である。ティンダハナタとも呼ばれる。2014年10月6日付けで国の名勝に指定された。

## 概要
与那国町西部にある祖納地区の南西部に屏風のようにそびえる標高85メートルの崖で、集落との間は高さ約70メートルの断崖絶壁を成している。このため、ティンダバナは祖納地区、ナンタ浜や東シナ海を展望する天然の展望台になっている。
サンゴの隆起及び浸食によって形成された地形であり、下層は八重山層群、上層は厚さ約20メートルの琉球石灰岩層から成っている。両層の間からは豊富な湧水が湧出しており、この湧水は下層の八重山層群を浸食して随所にノッチが形成されている。

## 伝承と祭祀
15世紀末の女性首長サンアイ・イソバの住居であったとの伝承がある。
また、ティンダバナにあるイヌガンと呼ばれる岩屋には、次のような犬祖伝説が伝わっている。久米島から首里に向かっていた貢納船が遭難して無人島であった与那国島に漂着した。遭難した船には多くの男と1人の女、そして1頭の雄犬が乗っていた。ある夜から雄犬は男を次々に噛み殺し、残った1人の女とこの洞窟で暮らし始めた。ある時、遭難した小浜島の漁師がこの島に流れ着き、女に出会った。女は猛犬がいるからすぐに島から離れるように忠告したが、女の美しさに惹かれた男は犬を殺して女と夫婦になった。女は犬の遺骸をどこに埋めたのかと問いただしたが、男は決して答えなかった。月日が経ち、夫婦は7人の子をもうけた。ある日、男がふとした弾みで犬を埋めた場所を女に告げると、女は姿を消し、翌日、犬の遺骸を埋めた場所で犬の骨を抱いて死んでいるのが見つかった。与那国島の住民は、この夫婦の子供の子孫であるという。
ティンダバナの湧水は、毎年旧暦8月に行われるアラミディ（新水）という祭祀行事で、年の初めの水を汲む神聖な場所となっている。。